# Sywremennij Pokasatel
Sywremennij Pokasatel (deutsch: Zeitgenössischer Anzeiger) war die erste sozialistische Zeitschrift Bulgariens. Sie wurde ab 1885 von Dimitar Blagoew, dem späteren Begründer der Bulgarischen Sozialdemokratischen Arbeiterpartei, und seiner Frau Wela Blagoewa herausgegeben.
In ihr wurden übersetzte Artikel zu gesellschaftswissenschaftlichen Fragen veröffentlicht.